# Coventry Jets
Coventry Jets (español: Jets de Coventry) es un equipo de fútbol americano de Coventry, Midlands Occidentales (Reino Unido). 
Su nombre comercial actual es Coventry Cassidy Jets debido a que su principal patrocinador es Cassidy Group Ltd. 
Compite en la División Premiership de la BAFACL (Ligas Comunitarias de la BAFA), la liga más importante de este deporte en el Reino Unido.

## Historia
El equipo fue fundado en 2003 con el nombre de Coventry Jaguars, pero cambiaron de nombre al actual la temporada siguiente, ya que aunque no tenían nada que ver con la empresa automovilística Jaguar, el apodo resultaba impopular tras la decisión de esta empresa de cerrar su fábrica de Coventry. Se eligió el apodo de Jets en memoria del inventor de estos motores, Frank Whittle, nacido en Coventry.
En 2007 disputaron su primer BritBowl, perdiendo ante London Blitz por 14-6, pero repitieron participación en 2008, ganando esta vez a London Blitz por 33-32. 